# Panamint Springs

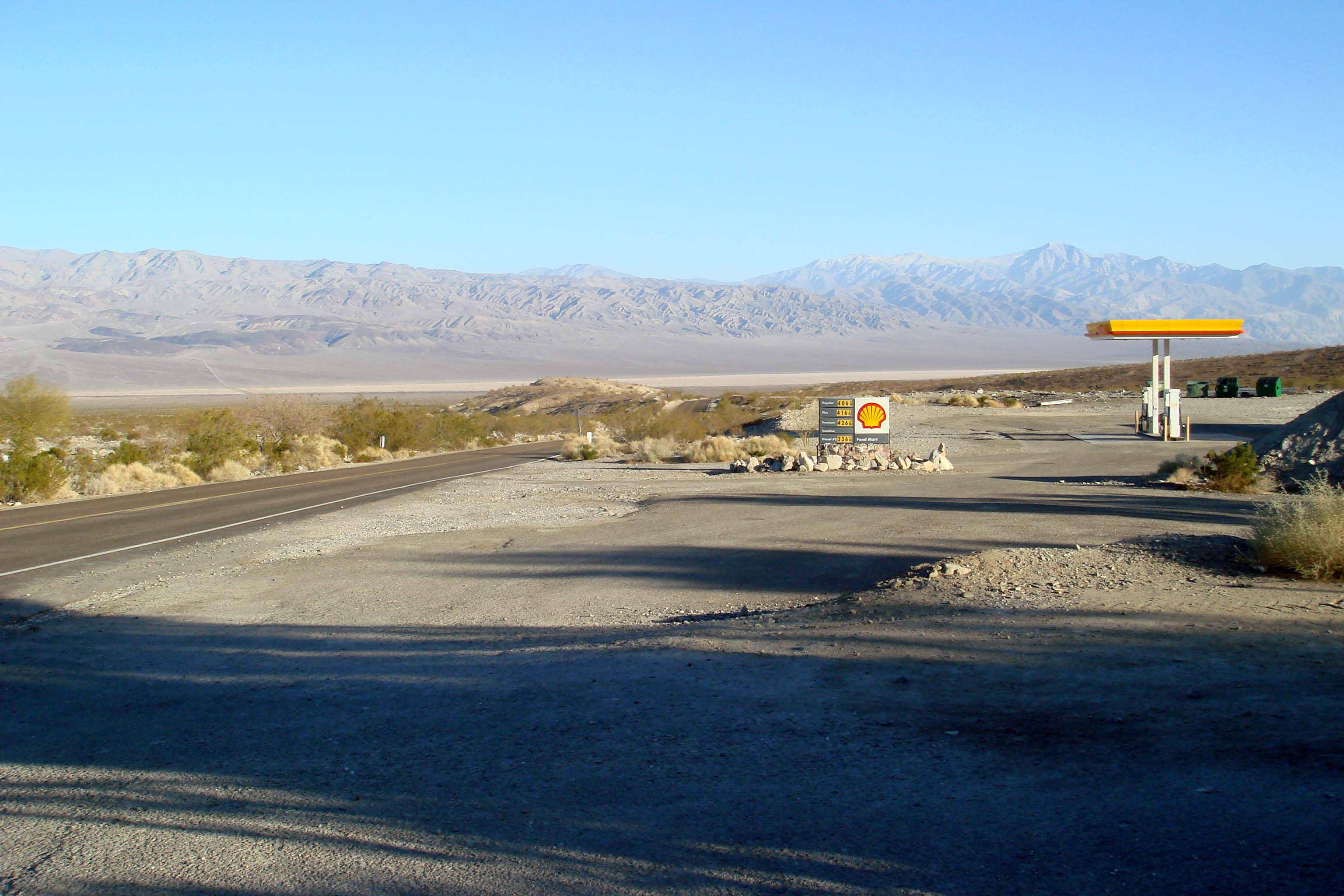
Vallei bij Panamint Springs

Panamint Springs is een priveresort aan de westelijke rand gelegen aan California State Route 190 in Nationaal Park Death Valley in de Amerikaanse staat Californië.
Het bestaat uit een motel, restaurant en kampeerterrein, en heeft een aantal permanente bewoners die het resort runnen. Het is samen met Stovepipe Wells en Furnace Creek een van de drie mogelijkheden tot overnachten in Death Valley Nationaal Park